# Petko Todorov
Petko Jurdanov Todorov (cir. bulg. Петко Юрданов Тодоров; Elena, 1879 – Château-d'Œx, 1916) è stato uno scrittore, poeta e drammaturgo bulgaro, famoso soprattutto per idillî e drammi quali Muratori (1902), I primi e Le nozze del drago (1910).

## Biografia
Petko Jurdanov Todorov nacque ad Elena, nel cuore della Bulgaria, in una benestante famiglia signorile di elevati interessi culturali, che aveva rapporti di parentela con la famiglia di Stojan Mihajlovski. Sua sorella Mina aveva una relazione con Pejo Javorov. Petko studiò al liceo di Veliko Tărnovo (1894-95), e in questo periodo divenne entusiasta delle idee socialiste, leggeva la letteratura connessa al marxismo, dava vita a gruppi letterari e organizzava letture comuni settimanali.
Nel 1896 partì con suo fratello Hristo verso la Francia, a Tolosa. Leggeva la letteratura russa e francese (Puškin, Lermontov, Tolstoj, Flaubert, Maupassant, ecc), collaborò al quotidiano La Dépêche du Midi ed entrò in relazioni con gli attivisti francesi del tempo, come Jean Jaurès ed altri.
Scrisse vari articoli antimonarchici.
Nel 1897 fece ritorno in Bulgaria e si stabilì a Ruse, dove, insieme ad Ivan Velinov, pubblicò la rivista Zakonnost, nella quale raccoglieva articoli di questioni socio-politiche. In occasione di un appello ai cittadini di Ruse, indirizzato contro il governo ed il principe, venne arrestato e portato davanti al tribunale regionale di Ruse, ma venne in seguito liberato perché minorenne.
Seguì i corsi di giurisprudenza all'Università di Berna, Svizzera, nel 1898, ed i corsi di letteratura a Berlino e a Lipsia, terminando gli studi nel 1904. Nel 1905 fu uno dei fondatori del Partito Radicaldemocratico. All'inizio del XX secolo, sotto l'influenza di Penčo Slavejkov e di Krăstjo Krăstev, mise in discussione e rivalutò le proprie idee estetiche e sociali. Cominciò quindi a studiare la filosofia dell'individualismo tedesco. Nel marzo del 1912 partì alla volta di Capri, per curarsi dalla tubercolosi, dove conobbe e si accostò a Maksim Gor'kij. Durante la prima guerra mondiale, divenne amico di Lev Trockij.
Petko morì di tubercolosi a Château-d'Œx, in Svizzera, il 14 febbraio 1916, e le sue spoglie furono traslate a Sofia, il 15 giugno del 1921.
Sua moglie, da cui ebbe tre figli, si chiamava Rajna.

## Opere
Todorov scrisse la sua prima opera, un saggio su Ilarion Makariopolski, da studente alle elementari. Negli anni di studio scrisse poesie, racconti e abbozzi, che fece stampare sulle giornali studenteschi "Drugar" (Другар) e "Săvremenna Mladež" (Съвременна Младеж), ed in seguito sulle riviste "Iskra" (Искра), "Svetlina" (Светлина), ecc. Raccolse alcune di queste opere nel suo primo libro "Graffiti" (Драски) (con lo pseudonimo di Penko). Il suo libro successivo "Poesie di una lira noiosa" (Стихове на скучната лира), uscì sotto lo stesso pseudonimo.
Le prime opere di Todorov sono state interamente influenzate dai principi della socialdemocrazia, rielaborando le problematiche sociali, senza però distinguersi per qualità artistiche rilevanti. Petko Todorov continuò a scrivere racconti a tematica sociale anche a Tolosa, stampandoli sulle pubblicazioni socialiste "Novo Vreme" (Ново Време, Nuovo Tempo), "Rabotničeski Vestnik" (Работнически Вестник, Giornale dei Lavoratori), "Červen Naroden Kalendar" (Червен Народен Календар, Calendario Popolare Rosso), ecc.
Alla fine del 1899 scrisse il primo idillio "Cantore" (Певец), il quale marcò un cambiamento nella sua produzione e un nuovo orientamento verso le correnti ideologiche ed estetiche europee del tempo, relative alla filosofia dell'individualismo. Nelle produzioni successive, idilli e drammi, Todorov unì queste idee con caratteristiche psicoemotive bulgare; cercò dimensioni comuni a tutti gli uomini nella spiritualità e nella condotta della personalità. Le sue opere sono romantico-realistiche.
Nel primo decennio del XX secolo Todorov fu una delle figure rilevanti nella vita culturale bulgara, una personalità indipendente con una cultura eccellente, un intellettuale di stampo europeo. I suoi scritti portavano l'impronta del suo carattere orgoglioso, di una finezza d'animo, di una spiritualità ad alti livelli. Todorov aspirava a raggiungere una raffinatezza e un senso artistico nell'uso della parola. La sua ribellione contro la fugacità della vita sociale e d'ogni giorno dell'uomo si esprimeva nelle sue opere tarde attraverso un orgoglioso isolazionismo. Aveva una stretta affinità spirituale con il circolo letterario "Misăl", con le ricerche filosofiche, estetiche e artistiche del dottor Krăstjo Krăstev, di Penčo Slavejkov e di Pejo Javorov.
Todorov assisteva attivamente alla vita culturale bulgara; creò i drammi "Strahil, bandito terrificante" (Страхил страшен хайдутин), "I primi" (Първите) "Le nozze del drago" (Змейова сватба) e "La sposa Borjana" (Невеста Боряна), un tomo degli "Idilli" (Идилии). Diverse per scopo artistico, queste opere apportano un nuovo senso morale ed estetico alle credenze popolari usate come trama artistica. Sotto l'influenza di Henrik Ibsen e di Gerhart Hauptmann, Todorov trasforma le sue conclusioni artistiche in simboli-immagini.
Il tipico eroe dei suoi idilli è un uomo orgoglioso, indipendente, libero, un bandito, un disgraziato, che ha un'anima forte e una morale superiore (Kalina in "L'ammaestratore di orsi" (Мечкар), il suonatore in "La madre del suonatore di gusla" (Гусларева майка), Kosjo in "Il drago" (Змейно), Bojko in "Disgraziato" (Несретник), ecc).
Todorov riproduceva l'intensivo ardore spirituale, le crisi drammatiche della creazione dell'uomo solitario, dell'eremita. Le sue opere spiccano per l'atmosfera elevata, romantica ed emotiva, e per una squisita rappresentazione del paesaggio. L'originalità dell'uso della sillaba trasformano alcuni dei suoi idilli in una sintesi artistica tra poesia e prosa.